# 彼得·摩尔
彼得·摩尔（英語：Peter Moore，1955年1月1日—）是一位英国的商人和经理人。他目前在Unity科技担任资深副总裁。他曾在2017年至2020年期间担任英国足球超级联赛俱乐部利物浦足球俱乐部首席执行官；此前他还在锐步、世嘉、微软和EA等公司担任要职。

## 生平
彼得·摩尔在1955年1月1日于利物浦默西賽德郡出生，他在基爾大學完成了自己的学士学位，并在之后于加州州立大学长滩分校完成自己的硕士学位。毕业后他入职于法国运动品牌Patrick的美国分公司，并在之后加入锐步，并任职将近20年。此外他还曾作为一名体育老师多年。
在锐步之后，彼得·摩尔被伯尼·斯图拉招入日本游戏公司世嘉在美国的分公司。在离开前，他担任着世嘉美国的主席及首席运营官。2003年他加入微软，负责Xbox业务以及其家庭娱乐业务。在微软期间，他负责了Xbox 360的开发，此外他最著名的事情之一是为宣传游戏而在自己的手臂上纹身——《光环2》和《侠盗猎车手IV》。2007年，担任微软互动娱乐业务副总裁的彼得·摩尔离开了微软；有评论认为他离职的原因是为当时Xbox 360的“三红”故障问题负责。他加入了著名游戏公司EA，他在微软的位置由EA的全球工作室主席唐·马特里克接任。彼得·摩尔在EA最初是担任旗下体育游戏品牌EA Sports的执行官，并在2011年担任EA的首席运营官。2015年他开始负责公司新组建的电子竞技部门，并担任“首席竞争官”（Chief Competition Officer）。

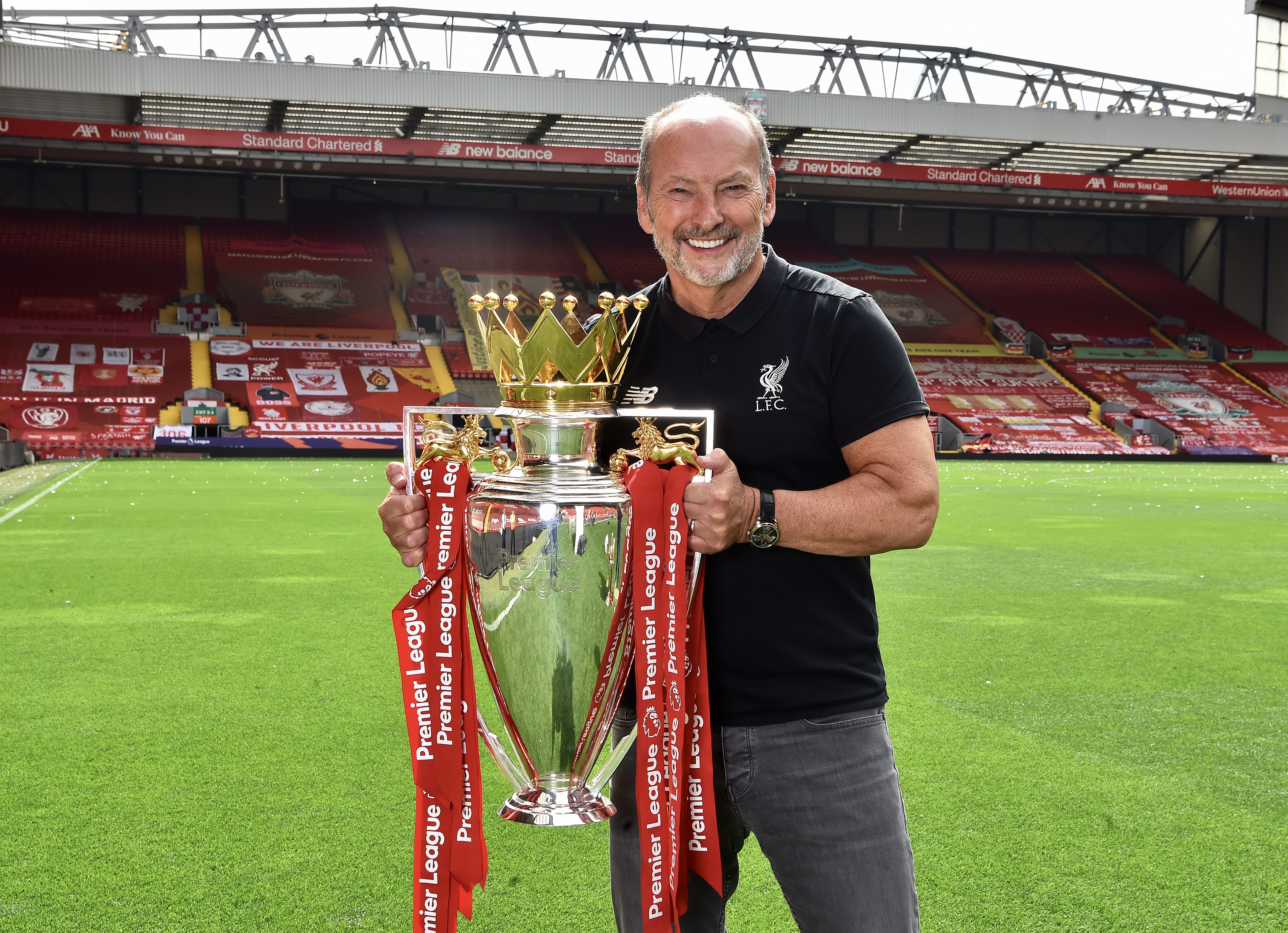
2020年7月，彼得·摩尔手捧利物浦的英超联赛冠军奖杯

英国时间2017年2月27日，英国足球超级联赛俱乐部利物浦足球俱乐部宣布他们将聘请彼得·摩尔担任球队的首席执行官。同时他将卸任在EA的职务。在他任职期间，球队获得了2018–19年歐洲冠軍聯賽冠军、2019年歐洲超級盃冠军、2019年国际足联俱乐部世界杯冠军以及2019年至2020年英格兰足球超级联赛冠军。2020年7月，利物浦宣布彼得·摩尔将会在8月底从球队离职，完成他与球队签订的3年合约。他的位置将由球队的运营总监及首席财务官比利·霍根（Billy Hogan）接手。
2021年1月，彼得·摩尔宣布加入Unity科技担任资深副总裁以及体育与实时娱乐部门的总经理。